# Frank Stern (Historiker)

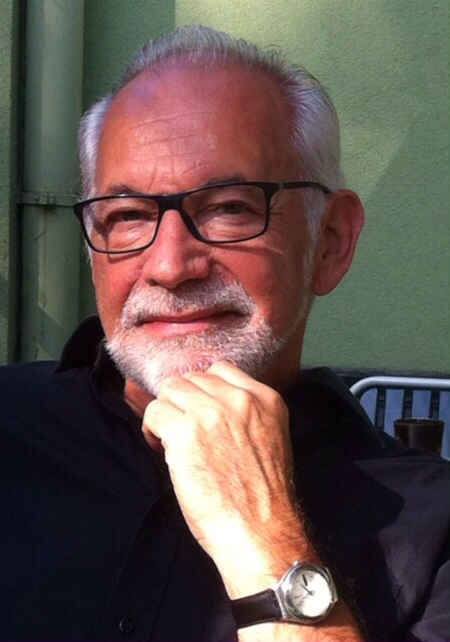
Frank Stern (2014)

Frank Stern (* 27. Januar 1944 in Tapiau, Ostpreußen, heute Russland) ist ein deutscher Geschichts- und Kulturwissenschafter. Zu seinen Schwerpunkten zählen deutsch-jüdische und österreichisch-jüdische Literatur- und Filmgeschichte.

## Leben
Stern begann 1963 ein Studium in Germanistik sowie in Allgemeiner und Jüdischer Geschichte an der Freien Universität Berlin (FU Berlin). Von 1964 bis 1967 schloss er ein Bachelor-Studium in politischer Wissenschaft, englischer und amerikanischer Literatur sowie Jüdischer Geschichte an der Hebräischen Universität Jerusalem ab. Sein Master-Studium in politischer Wissenschaft absolvierte er anschließend, von 1967 bis 1970, wieder an der FU Berlin. Dort erhielt er daraufhin auch eine Stelle als Assistent im Fachbereich Soziologie, wo er bis 1974 Kultur- und Gesellschaftsgeschichte unterrichtete. Er war Redaktionsmitglied der Zeitschrift Sozialistische Politik SOPO und 1971 an den Auseinandersetzungen um deren politische Ausrichtung beteiligt.
Von 1974 bis 1983 arbeitete Stern als Dozent in Institutionen der Erwachsenenbildung in Berlin. Parallel fungierte er als Herausgeber und Chefredakteur der theoretischen Zeitschrift „Konsequent“, die vom Parteivorstand der SEW herausgegeben wurde. 1984 begann er ein Doktorats-Studium der Geschichte an der Universität Tel Aviv, wo er ab 1985 auch eine Dozentur für deutsche und europäische Geschichte innehatte. Sein Studium schloss er 1989 mit der Dissertation über „Im Anfang war Auschwitz: Antisemitismus und Philosemitismus im Nachkrieg“, die auch ins Englische übersetzt wurde, ab. Der Dozentur folgte 1990 eine Assistenz-Professur an der Abteilung für Geschichte.
1992 folgte eine Gastprofessur im Jewish Studies Program an der Indiana University in Bloomington, 1992/1993 eine Gastprofessur am Institut für Zeitgeschichte der Universität Innsbruck. 1993 wechselte Stern wieder an die Universität von Tel Aviv, wo er bis 1995 Assistenz-Professor an der Abteilung für Geschichte war. Daraufhin folgte erneut eine Gastprofessur in den USA, an der Abteilung für Germanische Sprachen der Columbia University.
Ab 1996 war Stern für längere Zeit an der Ben-Gurion-Universität tätig. Zuerst als Assistenz-Professor in der Abteilung für Geschichte mit Schwerpunkt deutscher und europäischer Kulturgeschichte und ab 1997 als Professor für moderne deutsche und europäische Geschichte. Bis 2004 war Stern schließlich auch Direktor des österreichisch-deutschen Studiengangs und des Zentrums für deutsche Studien.
Gastprofessuren führten ihn in dieser Zeit zunächst an die Johannes-Gutenberg-Universität in Mainz, wo er 1998 am Fachbereich für Vergleichende Literatur tätig war, dann 1999 erstmals an das Institut für Zeitgeschichte der Universität Wien. Als Professor (1999 bis 2001) des Overseas Students Program der Ben-Gurion Universität mit Schwerpunkt deutschsprachiger, europäischer und amerikanischer Film führten ihn weitere Gastprofessuren 1999 an die Georgetown University in Washington, D.C., wo er „Politics and Culture“ am Center for German and European Studies und an der School of Foreign Service unterrichtete und an die Humboldt-Universität Berlin, wo er im Jahr 2000 Jüdische Kultur und Geschichte am Seminar für Kulturwissenschaft lehrte. Später im Jahr übernahm er eine Lehrtätigkeit im Achva College in Israel, einem akademischen Sonderprogramm der Erwachsenenbildung.
2002 war Stern Gastprofessor am Europäischen Studiengang der Ruhr-Universität Bochum, Fellow am Moses Mendelssohn Zentrum der Universität Potsdam und Gastprofessor für Jüdische Studien an der Carl von Ossietzky Universität Oldenburg. 2003 erhielt Stern erneut eine Gastprofessur am Institut für Zeitgeschichte der Universität Wien. Von 2002 bis 2003 besetzte er den Acting Chair der Abteilung für Film- und Fernsehkunst am Sapir College in Sderot, Israel, mit den Schwerpunkten deutschsprachiger Film und Historische Filmanalyse.
Seit 2004 ist Stern Professor für visuelle Zeit- und Kulturgeschichte an der Historisch-Kulturwissenschaftlichen Fakultät der Universität Wien. Gemeinsam mit Bella Makagon und Klaus Davidowicz leitet Stern seit 2008 den Jüdischen Filmclub Wien, der regelmäßig im Metro-Kino Filmvorstellungen und Diskussionsrunden abhält.

## Veröffentlichungen (Auswahl)
- Im Anfang war Auschwitz. Antisemitismus und Philosemitismus im deutschen Nachkrieg (= Schriftenreihe des Instituts für Deutsche Geschichte, Universität Tel Aviv. Bd. 14). Bleicher, Gerlingen 1991, ISBN 3-88350-459-9 (Dissertation, Universität Tel Aviv, 1991).
- als Herausgeber mit Udi Levy: An Abrahams Brunnen. Prosa, Lyrik und Essays zum deutsch-israelischen Dialog. Band 1. Ben-Gurion Universität des Negev, Beer Sheva, Zentrum für Deutsche Studien, Beer Sheva 2000, ISBN 965-7164-00-1.
- Dann bin ich um den Schlaf gebracht. Ein Jahrtausend jüdisch-deutsche Kulturgeschichte. Aufbau-Verlag, Berlin 2002, ISBN 3-351-02533-5.
- als Herausgeber mit Maria Gierlinger: Ludwig Börne. Deutscher, Jude, Demokrat. Aufbau-Verlag, Berlin 2003, ISBN 3-351-02558-0.
- als Herausgeber mit Maria Gierlinger: Die deutsch-jüdische Erfahrung. Beiträge zum kulturellen Dialog. Aufbau-Verlag, Berlin 2003, ISBN 3-351-02547-5.
- als Herausgeber: Filmische Gedächtnisse. Geschichte – Archiv – Riss (= Buchreihe der ÖH Uni Wien. Bd. 1). Mandelbaum, Wien 2007, ISBN 978-3-85476-223-2.
- als Herausgeber mit Barbara Eichinger: Wien und die jüdische Erfahrung 1900–1938. Akkulturation – Antisemitismus – Zionismus. Böhlau, Wien u. a. 2009, ISBN 978-3-205-78317-6.
- Hedy Lamarr. Ihre Filme (Film Geschichte Österreich, Band 7). Wien 2019
- Die Suche der Töchter. Kronheims Zeiten. Romanbiografie einer jüdischen Familie. Vergangenheitsverlag, Berlin 2025, ISBN 978-3-86408-350-1.